# Ravanastron
Il Ravanastron (o Ravanhatha) è uno strumento musicale cordofono ad arco, di origine antichissima, con cassa cilindrica, munito di due corde di seta, una volta usato da molti suonatori professionisti ed oggi utilizzato invece soltanto da alcuni suonatori ambulanti indiani. Non a caso è stato proprio inventato in India.
il Ravanastron è inoltre l'antenato del violino essendo il primo strumento ad arco mai costruito, infatti risale a 2500 anni fa circa.